# Divine Divinity
Divine Divinity – fabularna gra akcji, wydana w roku 2002. Jest pierwszą częścią cyklu, którego druga część, Beyond Divinity, została wydana dwa lata później.

## Fabuła gry
Protagonista jest jednym z trzech Pomazańców. Po ataku orków postać budzi się w wiosce uzdrowicieli, w której wraca do sił i usiłuje pomóc obłąkanemu Mardaneusowi, starszemu wioski. Opuszczając okolice wioski zostaje uratowany przez Zandalora, który zleca graczowi odnalezienie pozostałych pomazańców i uratowanie świata przed zagładą.

## Cechy gry
- nieliniowa rozgrywka
- otwarty świat
- możliwość dowolnego rozwijania 96 umiejętności bohatera, niezależnie od jednej z trzech klas
- losowość znalezionych przedmiotów
- wiele różnych rodzajów przeciwników i bohaterów niezależnych